# Polska na światowych wojskowych igrzyskach sportowych
Polacy uczestniczą w międzynarodowych, multidyscyplinarnych zawodach organizowanych dla sportowców-żołnierzy przez Międzynarodową Radę Sportu Wojskowego (CISM) w ramach światowych igrzysk wojskowych w interwale czteroletnim od roku 1995.

## Edycje

### Letnie igrzyska wojskowe
| Edycja | Data                       | Miejscowość    | Kraj             | Ilość dyscyplin | Udział Polaków w | Udział Polaków w |
| Edycja | Data                       | Miejscowość    | Kraj             | Ilość dyscyplin | dyscyp.          | liczbach         |
| ------ | -------------------------- | -------------- | ---------------- | --------------- | ---------------- | ---------------- |
| I      | 4-16.09.1995 (szczegóły)   | Rzym           | Włochy           | 17              |                  |                  |
| II     | 8-17.08.1999 (szczegóły)   | Zagrzeb        | Chorwacja        | 22              |                  |                  |
| III    | 4–11.12.2003 (szczegóły)   | Katania        | Włochy           | 11              |                  |                  |
| IV     | 14–21.10.2007 (szczegóły)  | Hajdarabad     | Indie            | 14              | 9                | 72               |
| V      | 15–24.07.2011 (szczegóły)  | Rio de Janeiro | Brazylia         | 19              | 12               | 102              |
| VI     | 2–11.10.2015 (szczegóły)   | Mungyeong      | Korea Południowa | 24              | 14               | 125              |
| VII    | 18–27.10.2019 (szczegóły)  | Wuhan          | Chiny            | 28              | 18               | 193              |
| VIII   | planowane 2027 (szczegóły) |                |                  |                 |                  |                  |

### Zimowe igrzyska wojskowe
| Edycja | Data                       | Miejscowość                | Kraj    | Ilość dyscyplin | Liczba Polaków |
| ------ | -------------------------- | -------------------------- | ------- | --------------- | -------------- |
| 1.     | 20-25.03.2010 (szczegóły)  | Dolina Aosty               | Włochy  | 7               | 8              |
| 2.     | 25-29.03.2013 (szczegóły)  | Annecy i Chamonix          | Francja | 8               |                |
| 3.     | 20-25.03.2017 (szczegóły)  | Soczi                      | Rosja   | 7               | 0              |
| 4.     | planowane 2021 (szczegóły) | Berchtesgaden i Ruhpolding | Niemcy  |                 |                |

## Medale dla Polski na igrzyskach wojskowych

### Medale na letnich igrzyskach
| Medale dla Polski wg igrzysk wojskowych | Medale dla Polski wg igrzysk wojskowych | Medale dla Polski wg igrzysk wojskowych | Medale dla Polski wg igrzysk wojskowych | Medale dla Polski wg igrzysk wojskowych | Medale dla Polski wg igrzysk wojskowych | Medale dla Polski wg igrzysk wojskowych |
| --------------------------------------- | --------------------------------------- | --------------------------------------- | --------------------------------------- | --------------------------------------- | --------------------------------------- | --------------------------------------- |
| Edycja                                  | Gospodarz igrzysk                       | Pozycja medalowa                        | Razem                                   | Złoto                                   | Srebro                                  | Brąz                                    |
| I                                       | 1995 Rzym                               | 10                                      | 17                                      | 4                                       | 5                                       | 8                                       |
| II                                      | 1999 Zagrzeb                            | 12                                      | 12                                      | 5                                       | 3                                       | 4                                       |
| III                                     | 2003 Katania                            | 11                                      | 4                                       | 2                                       | 1                                       | 1                                       |
| IV                                      | 2007 Hajdarabad                         | 8                                       | 16                                      | 4                                       | 5                                       | 7                                       |
| V                                       | 2011 Rio de Janeiro                     | 4                                       | 43                                      | 13                                      | 19                                      | 11                                      |
| VI                                      | 2015 Mungyeong                          | 5                                       | 42                                      | 10                                      | 13                                      | 19                                      |
| VII                                     | 2019 Wuhan                              | 5                                       | 60                                      | 11                                      | 15                                      | 34                                      |
| VIII                                    |                                         |                                         |                                         |                                         |                                         |                                         |
|                                         |                                         |                                         |                                         |                                         |                                         |                                         |
| Ogółem                                  | Ogółem                                  |                                         | 194                                     | 49                                      | 61                                      | 84                                      |

### Medale na zimowych igrzyskach
| Medale dla Polski wg igrzysk wojskowych | Medale dla Polski wg igrzysk wojskowych | Medale dla Polski wg igrzysk wojskowych | Medale dla Polski wg igrzysk wojskowych | Medale dla Polski wg igrzysk wojskowych | Medale dla Polski wg igrzysk wojskowych | Medale dla Polski wg igrzysk wojskowych |
| --------------------------------------- | --------------------------------------- | --------------------------------------- | --------------------------------------- | --------------------------------------- | --------------------------------------- | --------------------------------------- |
| Edycja                                  | Gospodarz igrzysk                       | Pozycja medalowa                        | Razem                                   | Złoto                                   | Srebro                                  | Brąz                                    |
| 1.                                      | 2010 Dolina Aosty                       | 7                                       | 3                                       | 2                                       | 0                                       | 1                                       |
| 2.                                      | 2013 Annecy i Chamonix                  | 0                                       | 0                                       | 0                                       | 0                                       | 0                                       |
| 3.                                      | 2017 Soczi                              | -                                       | -                                       | -                                       | -                                       | -                                       |
| 4.                                      | 2021 Berchtesgaden                      |                                         |                                         |                                         |                                         |                                         |
|                                         |                                         |                                         |                                         |                                         |                                         |                                         |
| Ogółem                                  | Ogółem                                  |                                         | 3                                       | 2                                       | 0                                       | 1                                       |

## Polscy multimedaliści
Tabele przedstawiają klasyfikację polskich sportowców, którzy zdobyli co najmniej dwa złote medale. Wzięte zostały pod uwagę wszystkie zdobyte medale – w konkurencjach indywidualnych i drużynowych. Przy ustalaniu kolejności najpierw uwzględniono liczbę złotych medali, później srebrnych, a na końcu brązowych. W przypadku, gdy dwoje zawodników uzyskało taką samą liczbę medali, najpierw wzięto pod uwagę rok zdobycia pierwszego medalu, a następnie porządek alfabetyczny.

### Na letnich igrzyskach
| Imię i Nazwisko    | Dyscyplina                 | Lata         | Złoto | Srebro | Brąz | Razem |
| ------------------ | -------------------------- | ------------ | ----- | ------ | ---- | ----- |
| Aleksandra Socha   | Szermierka                 | 2011, 2015   | 3     | 0      | 0    | 3     |
| Marcin Marciniszyn | Lekkoatletyka              | 2003, 07, 11 | 2     | 2      | 0    | 4     |
| Agnieszka Jerzyk   | Triathlon                  | 2011, 2015   | 2     | 1      | 1    | 4     |
| Marcin Jędrusiński | Lekkoatletyka              | 1999, 2007   | 2     | 1      | 0    | 3     |
| Marcin Chabowski   | Lekkoatletyka              | 2015, 2019   | 2     | 1      | 0    | 3     |
| Tomasz Polewka     | Pływanie                   | 2015         | 2     | 0      | 1    | 3     |
| Oktawia Nowacka    | Pięciobój nowoczesny       | 2015, 2019   | 2     | 0      | 1    | 3     |
| Wojciech Kotowski  | Sportowe ratownictwo wodne | 2019         | 2     | 0      | 1    | 3     |
| Jacek Bocian       | Lekkoatletyka              | 1999, 2003   | 2     | 0      | 0    | 2     |
| Robert Maćkowiak   | Lekkoatletyka              | 1999, 2003   | 2     | 0      | 0    | 2     |
| Piotr Rysiukiewicz | Lekkoatletyka              | 1999, 2003   | 2     | 0      | 0    | 2     |
| Iwona Lewandowska  | Lekkoatletyka              | 2015         | 2     | 0      | 0    | 2     |
| Henryk Szost       | Lekkoatletyka              | 2015, 2019   | 2     | 0      | 0    | 2     |
| Michał Rozmys      | Lekkoatletyka              | 2019         | 2     | 0      | 0    | 2     |

### Na zimowych igrzyskach
| Imię i Nazwisko | Dyscyplina                 | Lata | Złoto | Srebro | Brąz | Razem |
| --------------- | -------------------------- | ---- | ----- | ------ | ---- | ----- |
| Krystyna Pałka  | Biathlon i Patrol wojskowy | 2010 | 2     | 0      | 1    | 3     |